# Red Arrows FC
Der Red Arrows Football Club ist ein Fußballverein aus der sambischen Hauptstadt Lusaka, der in der Zambian Premier League, der höchsten Spielklasse Sambias spielt.

## Erfolge
- Sambischer Meister: 2004, 2021/22, 2023/24
- Sambischer Pokalsieger: 2007
- Gewinner des Zambian Challenge Cup: 1982
- Finalist des Zambian Coca Cola Cup: 2003, 2004, 2005
- Gewinner des Zambian Charity Shield: 2005

## Stadion
Seine Heimspiele trägt der Klub im 5000 Zuschauer fassenden Nkoloma Stadium von Lusaka aus. Die Heimstätte teilt er sich mit dem Lokalrivalen Young Arrows FC.

## Trainerchronik
| Trainer           | Nation | von            | bis               |
| ----------------- | ------ | -------------- | ----------------- |
| Patrick Phiri     | Sambia | 1. Januar 1986 | 31. Dezember 1991 |
| Brightwell Banda  | Sambia | 1. Januar 2004 | 31. Dezember 2005 |
| George Lwandamina | Sambia | 1. Januar 2011 | 27. Januar 2014   |
| Honour Janza      | Sambia | Januar 2017    | heute             |